# Nagyhegyes
Nagyhegyes község Hajdú-Bihar vármegyében, a Hajdúszoboszlói járásban. Területe 13 276,41 hektár (belterület: 175,35 hektár, külterület: 13 101,06 hektár)
Címere azúrkék vágott pajzs zöld pajzstalppal. A zöld mező közepén arany gázkút állt, amelyből vörös láng csap elő arany mezőben. A gázláng mindkét oldalán arany búzakalász. A két kalász a mezőgazdaságra utal, a láng pedig a falu határában levő gázmezőre.

## Fekvése
Nagyhegyes a Hortobágy keleti szélén, a Hajdúság délnyugati határán a Keleti-főcsatorna mellett, a Debrecen, Hajdúszoboszló, Balmazújváros városok által meghatározott urbanizációs környezetben épült. Közúton Debrecentől nyugati irányban 24, Hajdúszoboszlótól északi irányban 11, míg Balmazújvárostól déli irányban 9 kilométerre található. További szomszédos települések még: délkelet felől Ebes, délnyugatról Nádudvar, nyugaton pedig Hortobágy.
Az ártéri síkság tengerszint feletti magassága itt 87–110 méter; a felszínt a Tisza és mellékfolyói alakították ki. A síkságból számos kunhalom emelkedik ki. A felszín jelentős részén mélyben sós és szikes talajok uralkodnak. A főcsatornához közel, a keleti részen jobb a talaj, itt mezőségi talajok is előfordulnak. A táj használatát elsősorban a talajminőség határozta meg. A sziki legelők értékes állat- és növényvilágának megőrzésére alakult 1973. január 1-jén az ország első nemzeti parkja, a Hortobágyi Nemzeti Park.
A Keleti-főcsatornától keletre fekvő rész a Hajdúhát déli részére esik. A kistáj lösszel, lösziszappal fedett hordalék-kúpsíkság. A terület jelentős részét 2–10 méter vastag ártéri lösz borítja. A löszön–iszapon képződött talajok termékenyek, gyakori az alföldi mészlepedékes csernozjom. A kiváló talajoknak köszönhetően a falu keleti részének zöme szántóföld.
Az éghajlat mindkét kistájon mérsékelten meleg, száraz. A napsütéses órák száma megközelíti az évi 2000-et, ebből a nyári negyedévre jut 780–800 óra. Az évi középhőmérséklet jellemzően 9,7–9,9 °C. Az évi csapadék 520–550 mm, ebből 310–330 mm esik a vegetációs időszakban. Az északkeleti és délnyugati szél mellett az északi szél is gyakori. Mivel kevés a fa, az erős, száraz nyári szelek gyakorlatilag akadálytalanul vonulnak végig, erős deflációt és gyakori aszályokat okozva.
Felszíni folyóvizei a Keleti-főcsatorna és övárkai, a Pece-éri csatorna és az Alsó-Kadarcs-csatorna.
Felszíni állóvizei a Kadarcsi-tó és az Elepi-halastavak. Az 1961-es gázkitörés helyén keletkezett a mintegy 200 méter átmérőjű Kráter-tó, amit a kitörés hordalékaiból keletkezett , 17 méteres földsánc ölel körül. A sáncot zömmel nemes nyárból (Populus x euramericana) álló erdő borítja. Az erdővel övezett védett kis vízfelület hűvös, párás mikroklímája jelentősen eltér a környező, az időjárásnak jobban kitett szántóföldekétől.
A felszín alatti földgázmező kitermelését az 1960-as évben kezdték el. A geotermikus energia is hasznosíthatónak tűnik.

### Megközelítése
Legfontosabb megközelítő útvonala Debrecen és Tiszafüred-Hortobágy felől is a 33-as főút. Balmazújvárossal és Hajdúszoboszlóval a 3321-es út köti össze, Püspökladány és Nádudvar felől pedig a 3405-ös úton érhető el. Határszélét keleten érinti a 3319-es út.

## Története
A kora Árpád-korban több településnek helyet adott a Pece folyó által szabdalt dombhát. I. István korában Hegyes is templomos hellyé vált. Írásban először 1067-ben, a Százdi apátság alapítólevelében említik Hegyesházas néven.
A tatárjárás pusztítása után a Pece mellett települt újra a falu. A török hódoltság idején teljesen elnéptelenedett; túlélő lakói Debrecenbe menekültek. Debrecen külső birtokai közé tartozott, és a 18. század közepétől népesült újra. A szórt tanyákat építő telepesek utódai a 20. század elejére több száz tanyából álló „tanyavilágot” hoztak létre. A második világháború után megindult ennek felszámolása.
A kollektivizálás a tanyaközpont, illetve falu alapítását erősítette. A középületeket 1950-ben kezdték építeni a falut 1952. január 4-én, a községi tanács alakuló ülésén Nagyhegyes néven iktatták jegyzőkönyvbe. A tanyavilág fokozatosan szűnt meg, az utolsó tanyasi iskolát 1975-ben számolták fel. Az újonnan lapított község magját a valamikori Rickl (Rükli)-major és az ott álló Rickl-kastély és kastélypark adta. A kúria 2011 óta a Rickl Antal Vilmos nevét viselő községi könyvtár otthona.

## Közélete

### Vezetői
| Időszak   | Tanácselnök     | Jelölő szervezet  |
| --------- | --------------- | ----------------- |
| ?–1987    | Kiss József     | Hazafias Népfront |
| 1987–1990 | Bajusz Istvánné | Hazafias Népfront |
| Időszak   | Polgármester    | Jelölő szervezet  |
| 1990–1994 | Bajusz Istvánné | független         |
| 1994–1998 | Bajusz Istvánné | független         |
| 1998–2002 | Bajusz Istvánné | független         |
| 2002–2006 | Bajusz Istvánné | független         |
| 2006–2010 | Bajusz Istvánné | független         |
| 2010–2014 | Bajusz Istvánné | független         |
| 2014–2019 | Bajusz Istvánné | független         |
| 2019–2024 | Bajusz Istvánné | független         |
| 2024–     | Bajusz Istvánné | független         |

## Népesség
A település népességének változása:
| Lakosok száma | 2712 | 2687 | 2714 | 2771 | 2870 | 2847 | 2884 |
|               | 2013 | 2014 | 2015 | 2021 | 2022 | 2023 | 2024 |

2001-ben a település lakosságának közel 100%-a magyar nemzetiségűnek vallotta magát.
A 2011-es népszámlálás során a lakosok 87,5%-a magyarnak, 0,2% cigánynak, 0,4% románnak mondta magát (12,4% nem nyilatkozott; a kettős identitások miatt a végösszeg nagyobb lehet 100%-nál). A vallási megoszlás a következő volt: római katolikus 3,8%, református 16,4%, görögkatolikus 0,9%, felekezeten kívüli 59,3% (18,8% nem válaszolt).
2022-ben a lakosság 92,8%-a vallotta magát magyarnak, 0,6% németnek, 0,3% cigánynak, 0,-0,1% görögnek, bolgárnak, románnak és ukránnak, 2% egyéb, nem hazai nemzetiségűnek (7% nem nyilatkozott; a kettős identitások miatt a végösszeg nagyobb lehet 100%-nál). Vallásuk szerint 17% volt református, 3,8% római katolikus, 1,1% görög katolikus, 0,8% egyéb keresztény, 0,3% egyéb katolikus, 0,1% evangélikus, 0,1% izraelita, 47,2% felekezeten kívüli (29,4% nem válaszolt).

## Nevezetességei
- Nagyhegyesi Kráter-tó: 1961-ben egy gázrobbanás során keletkezett kb. 200 méter átmérőjű tó, mely a településtől keletre fekszik kb. 3,6 kilométer távolságra.[17][18]